# Julian Lloyd Webber
Julian Lloyd Webber (London, 1951. április 14, –) brit gordonkaművész és karmester.

## Élete és pályafutása
Julian Lloyd Webber William Lloyd Webber zeneszerző és Jean Johnstone zongoratanárnő második fiaként született. Bátyja Andrew Lloyd Webber zeneszerző. 1968. szeptember és 1972. július között a londoni Royal College of Musicban tanult, majd 1973-ban Genfben Pierre Fournier tanítványa volt. 1972 szeptemberében debütált a londoni Queen Elizabeth Hallban, ahol Sir Arthur Bliss csellóversenyét adta elő.
Számos neves zenésszel játszott együtt, mint például Yehudi Menuhin, Lorin Maazel, Neville Marriner, Solti György, Esa-Pekka Salonen, Stéphane Grappelli, Elton John és Cleo Laine. A Yehudi Menuhin által vezényelt Elgar-csellóverseny felvételével BRIT-díjat nyert, egyben a BBC Music Magazine a zenemű legjobb előadásának minősítette. Lloyd Webber a gordonkairodalom többi jelentős művét is rögzítette.
Több mint ötven mű neki köszönheti első felvételét, és olyan különböző zeneszerzőket ihletett új csellóra írt darabokra, mint  Malcolm Arnold (Fantázia csellóra, 1986 és Csellóverseny, 1989), Joaquín Rodrigo (Concierto como un divertimento, 1982), James MacMillan (II. csellószonáta, 2001) és Philip Glass (Csellóverseny, 2001).

## Hangszere
Hangszere az 1690-ben gyártott Barjansky Stradivarius.

## Felvételei

### Csellóra és zenekarra
- Frank Bridge - Oration (1976)
- Édouard Lalo - Csellóverseny (1982)
- Frederick Delius - Csellóverseny (1982)
- Joaquín Rodrigo - Concierto como un divertimento (1982)
- Joseph Haydn - 1. és 2. csellóverseny (1983)
- Edward Elgar - Csellóverseny (1985)
- Victor Herbert - 2. csellóverseny (1986)
- Arthur Sullivan - Csellóverseny (1986)
- Antonín Dvořák - Csellóverseny (1988)
- Arthur Honegger - Csellóverseny (1990)
- Camille Saint-Saëns - Csellóverseny No. 1 (1990)
- Pjotr Iljics Csajkovszkij - Variációk rokokó témára (1991)
- Nyikolaj Jakovlevics Mjaszkovszkij - Csellóverseny (1991)
- Gavin Bryars - Csellóverseny (1994)
- Benjamin Britten - Csellószimfónia (1995)
- William Walton - Csellóverseny (1995)
- Michael Nyman - Verseny csellóra, szaxofonra és zenekarra (1996)
- Max Bruch - Kol Nidrei (1998)
- Sir Granville Bantock - Sapphic Poem (1999)
- Philip Glass - I. gordonkaverseny  (2003)
- Andrew Lloyd Webber - Fantázia hegedűre, csellóra és zenekarra  (2004)
- Romantikus csellóversenyek (2009)
- Eric Whitacre - The River Cam (2012)

### Csellóra és zongorára
- Peter Racine Fricker - Csellószonáta (1976)
- John Ireland - Complete Piano Trios (1976)
- Andrew Lloyd Webber - Variációk (1977)
- Benjamin Britten - 3. csellószvit (1979)
- Claude Debussy -  Csellószonáta (1979)
- John Ireland - Csellószonáta (1979)
- Sergei Rachmaninoff - Csellószonáta  (1979)
- Malcolm Arnold - Csellófantázia (1986)
- Alan Rawsthorne - Csellószonáta (1986)
- Benjamin Britten - Csellószonáta (1988)
- Szergej Prokofjev - Ballada  (1988)
- Dmitrij Sosztakovics - Csellószonáta (1988)
- Gabriel Fauré - Elégia  (1990)
- Charles Villiers Stanford - II. csellószonáta (1991)
- Frederick Delius - Caprice and Elegy (1993)
- Gustav Holst - Invocation (1993)
- Edvard Grieg - Csellószonáta (1995)
- Frederick Delius - Csellószonáta (1995)

### Gyűjtemények
- Travels with my Cello (1984)
- Pieces (1985)
- Travels with my Cello Vol.2 (1986)
- Cello Song (1993)
- English Idyll (1994)
- Cradle Song (1995)
- Cello Moods (1998)
- Elegy (1999)
- Lloyd Webber Plays Lloyd Webber (2001)
- Celebration (2001)
- Made in England (2003)
- Unexpected Songs (200
- Romantic Cello Concertos (2009)
- Fair Albion - Music by Patrick Hawes (2009)
- The Art of Julian Lloyd Webber (2011)
- Evening Songs (2012)

### Bemutatók
| zeneszerző             | zene                                                            | első előadás                                            |
| ---------------------- | --------------------------------------------------------------- | ------------------------------------------------------- |
| Malcolm Arnold         | Fantázia csellóra                                               | Wigmore Hall, London, 1987. december                    |
| Malcolm Arnold         | Csellóverseny                                                   | Royal Festival Hall, London, 1989. március              |
| Richard Rodney Bennett | Dream Sequence for Cello and Piano                              | Wigmore Hall, London, 1994. december                    |
| Frank Bridge           | Scherzetto csellóra és zongorára                                | Snape Maltings, 1979. április                           |
| Frank Bridge           | Oration for Cello and Orchestra (ősbemutató)                    | Bromsgrove Festival, Worcestershire, 1979. április      |
| Gavin Bryars           | Csellóverseny (Farewell to Philosophy)                          | Barbican Centre, London, 1995. november                 |
| Geoffrey Burgon        | Hat tanulmány csellóra                                          | St. Thomas Cathedral, Portsmouth, 1980. június          |
| John Dankworth         | Fair Oak Fusion                                                 | Fair Oak, Sussex, 1979. július                          |
| Frederick Delius       | Románc csellóra és zongorára                                    | Helsinki Festival, Finnország, 1976. június             |
| Edward Elgar           | Románc csellóra és zongorára                                    | Wigmore Hall, London, 1985. április                     |
| Philip Glass           | Csellóverseny                                                   | Beijing Festival, Kína, 2001. szeptember                |
| Vladimir Godar         | Barcarola csellóra, vonósokra, hárfára és csembalóra            | Hellenic Centre, London, 1994. április                  |
| Howard Goodall         | The Bridge is Love csellóra, vonósokra és hárfára               | Chipping Campden Festival, 2008. május                  |
| Patrick Hawes          | Gloriette csellóra és zongorára                                 | Leeds Castle, Kent, 2008. augusztus                     |
| Joseph Haydn(attrib.)  | Concerto in D, Hob. VIIb:4                                      | Queen Elizabeth Hall, London, 1981. november            |
| Christopher Headington | Szerenád csellóra és vonósokra                                  | Banqueting House, London, 1995. január                  |
| Karl Jenkins           | Benedictus csellóra, énekkarra és zenekarra                     | Royal Albert Hall, London, 2000. április                |
| Philip Lane            | Soliloquy csellóra                                              | Wangford Festival, Suffolk, 1972. július                |
| Andrew Lloyd Webber    | Variációk                                                       | Sydmonton Festival, Newbury, 1977. július               |
| Andrew Lloyd Webber    | Fantázia                                                        | Izmir Festival, Törökország, 2008. július               |
| William Lloyd Webber   | Nocturne csellóra és zongorára                                  | Purcell Room, London, 1995. február                     |
| James MacMillan        | 2. csellószonáta                                                | Queens Hall, Edinburgh, 2001. április                   |
| Michael Nyman          | Verseny csellóra és szaxofonra                                  | Royal Festival Hall, London, 1997. március              |
| Joaquín Rodrigo        | Concierto como un divertimento                                  | Royal Festival Hall, London, 1982. április              |
| Peter Skellern         | Öt szerelmes dal csellóra, zongorára, énekhangra és fúvósötösre | Salisbury International Arts Festival, 1982. szeptember |
| Arthur Sullivan        | Csellóverseny                                                   | Barbican Centre, London, 1986 április                   |
| Vaughan Williams       | Fantázia sussexi népi témákra csellóra és zenekarra             | Three Choirs Festival, Gloucester, 1983. augusztus      |
| William Walton         | Theme for a Prince for Solo Cello                               | Adrian Boult Hall, Birmingham, 1998. október            |
| Eric Whitacre          | The River Cam csellóra és vonósokra                             | Royal Festival Hall, London, 2011. április              |
| Douglas Young          | Virages csellóra                                                | Purcell Room, London, 1974. szeptember                  |